# Corneliu Baba
Corneliu Baba (pronunciat en romanès; 18 de novembre de 1906, Craiova - 28 de desembre de 1997) va ser un pintor romanès, principalment retratista, però també conegut com a pintor de gènere i il·lustrador de llibres.

## Primers anys de vida
Després d'haver estudiat per primera vegada amb el seu pare, el pintor acadèmic Gheorghe Baba, Baba va estudiar breument a la Facultat de Belles Arts de Bucarest, però no va obtenir cap títol. La seva primera exposició pública va ser el 1934 a la ciutat termal de Băile Herculane; això el va portar a estudiar més tard aquell mateix any amb Nicolae Tonitza a Iaşi, finalment va rebre un diploma en Belles Arts de la facultat de Iaşi el 1938, on va ser nomenat ajudant de la càtedra de pintura el 1939 i professor de pintura a 1946.
Poc després del seu debut oficial de 1948 amb un quadre anomenat El jugador d'escacs al saló d'art de Bucarest, va ser arrestat i empresonat breument a la presó de Galata a Iaşi. L'any següent va ser suspès sense cap explicació del seu càrrec de professorat i es va traslladar de Iaşi a Bucarest.
Tot i una relació inicialment incòmoda amb les autoritats comunistes que el van denunciar com a formalista, Baba aviat es va consolidar com a il·lustrador i artista. El 1955 se li va permetre viatjar a la Unió Soviètica i va guanyar una medalla d'or en una exposició internacional a Varsòvia, Polònia. El 1956, Baba va acompanyar The Chess Player i altres dues pintures exhibides a la Biennal de Venècia, després de les quals van viatjar a exposicions a Moscou, Leningrad i Praga.

## Fama
El 1958, Baba va ser nomenat professor de pintura a l'Institut de Belles Arts Nicolae Grigorescu de Bucarest, on Niculiţă Secrieriu i Ștefan Câlția es trobaven entre els seus alumnes. El mateix any va rebre el títol de mestre emèrit d'art. En aquest moment, els seus problemes anteriors amb les autoritats comunistes semblen haver estat suavitzats. A la dècada següent, tant ell com els seus quadres van viatjar pel món, participant en exposicions en llocs tan diversos com El Caire, Hèlsinki, Viena i Nova Delhi, que van culminar amb una exposició individual de 1964 a Brussel·les. El 1962, el govern romanès li va atorgar el títol d'artista popular ; el 1963 fou nomenat membre corresponent de l'Acadèmia Romanesa i el 1964 fou honrat de la mateixa manera per l'Acadèmia de Belles Arts de Berlín Oriental.
Els honors i exposicions van continuar acumulant-se, des d'una exposició individual del 1970 a la ciutat de Nova York fins a la recepció d'una decoració de l'Estrella Roja el 1971. Tot i que el seu nom es va convertir en una paraula popular a Romania i, en menor mesura, a tot el bloc oriental, mai no va aconseguir fama comparable a Occident.
El 1988, Baba va resultar ferit greu per un accident al seu estudi i va estar immobilitzat durant diversos mesos. El 1990, després de la Revolució Romanesa, va ser elevat a la titularitat de l'Acadèmia Romanesa. Poc abans de morir el 1997, Baba va publicar les seves memòries, Notes per un artista de l'Europa de l'Est. Va rebre a títol pòstum el Premi a l'Excel·lència de la Fundació Cultural Romanesa.

Corneliu Baba apareix a la pintura People of influence dels artistes xinesos Zhang An, Li Tiezi i Dai Dudu.

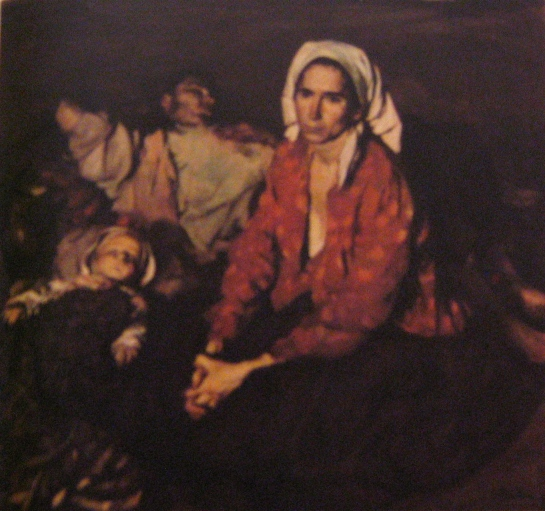
Odihnă pe câmp, (1956)

El 2019, el Museu Han Yuchen d'Handan (Xina) va presentar la retrospectiva del museu xinès Corneliu Baba més gran.
Potser sense moda per a un pintor del segle xx, Baba va treballar conscientment en la tradició dels vells mestres, tot i que, des dels inicis dels seus estudis amb el seu pare, també va estar influït per l'expressionisme, l'art nouveau, l'academicisme i els "vestigis". d'impressionisme. El mateix Baba va citar El Greco, Rembrandt i Goya com a influències particularment fortes. Això tampoc no el va situar en bon lloc amb el realisme oficial socialista del bloc oriental (on, sobretot, durant els primers anys comunistes, periòdicament rebia crítiques condemnatòries —i de vegades càstigs, com ser suspès de l'ensenyament— pel seu "formalisme").
Quasi tota l'obra de Corneliu Baba roman a Romania; gairebé no hi ha un museu important d'aquest país sense part de la seva obra. El Museu d'Art de Timișoara té una col·lecció molt agradable i rica (més de 80 obres) de pintures de Baba. Entre les seves obres notables hi ha un retrat de Mihail Sadoveanu de 1952 (ara al Museu Nacional d'Art de Bucarest) i un retrat de Krikor Zambaccian de 1957 (ara al Museu Zambaccian, també a Bucarest). Una de les seves poques peces exposades públicament fora de Romania és una escena grupal força impressionista del 1977-79 titulada Fear (una de les diverses de la sèrie "Fears") al Museu Szépművészeti de Budapest.
Al llarg dels anys setanta i vuitanta, Baba va realitzar una extensa sèrie de quadres d'arlequins i "Reis bojos". La major part d'aquesta última sèrie va romandre a la col·lecció personal de l'artista fins a la seva mort, igual que amb Francisco Goya i les seves "pintures negres".